# 卢雍政
卢雍政（1967年9月—），男，汉族，湖南益阳人，1986年1月加入中国共产党，1989年7月参加工作。武汉大学中文系毕业，长江商学院工商管理专业在职研究生工商管理硕士，武汉大学法学院宪法与行政法学专业在职研究生法学博士。

## 生平
历任人民日报社干部、编辑、记者、团委书记，中央直属机关团工委副书记，共青团中央青年志愿者行动指导中心副主任、主任、青年志愿者工作部部长、学校部部长，全国学联秘书长等职。2005年11月被增选为共青团中央书记处书记，2009年2月兼任全国青联副主席。2013年5月，任国家公务员局副局长、党组成员。
2016年3月31日，49岁的卢政雍任贵州省人民政府副省长、党组成员。2020年1月，升任中共贵州省委常委、宣传部部长。同年3月辞去贵州省人民政府副省长职务。